# Saint-George (Saint-Vincent-et-les-Grenadines)
Pour les articles homonymes, voir Saint-George.
Saint-George est l'une des six paroisses de Saint-Vincent-et-les-Grenadines. Avec une population de plus de 50 000 habitants, Saint-George est la paroisse la plus peuplée du pays, et aussi la plus dense avec 988 habitants par kilomètre carré. Son chef-lieu, Kingstown est également la capitale et plus grande ville du pays (25 000 habitants).
Les villes qui la composent sont :
- Arnos Vale
- Belmont
- Brighton Village
- Calliaqua
- Calliaqua
- Greathead
- Kingstown (chef-lieu de la paroisse et capitale du pays)
- Kingstown Park
- Ribishi
- Stubbs